# Fujiwara no Tsunekiyo
Fujiwara no Tsunekiyo (藤原 経清, , morreu em 22 de outubro de 1062) foi um membro do ramo Hidesato do Clã Fujiwara e foi o pai de Fujiwara no Kiyohira, fundador do Clã Ōshū Fujiwara. Do ponto de vista japonês, ele foi considerado um traidor notório pelas autoridades japonesas da época.

## Vida
Tsunekiyo nasceu no Distrito de Watari na antiga Província de Iwaki, no que é hoje o sul da Província de Miyagi . Ele serviu por um tempo como um burocrata militar do Forte Taga na atual Tagajo e se tornou  Chefe Militar da Província de Mutsu. Ele tinha mais poder que qualquer outro líder local anterior. Controlava tanto os militares quanto os comerciantes da região . 
Tsunekiyo se mudou para o Castelo Iwayado  e logo se casou com uma filha de Abe no Yoritoki , líder dos Emishi que governaram a bacia Kitakami na Província de Iwate. Kiyohira depois do casamento morou na Fortaleza Toyota. Ele atravessou o Rio Koromogawa, para além do sul da fronteira dos seis distritos Emishi (Iwate, Hienuki, Shiwa, Isawa, Esashi e Waga). De acordo com o Azuma Kagami , Kiyohira governou de Shirakawa no sul até a costa de Sotogahama no norte e controlando mais de 10.000 aldeias 
Quando a Guerra Zenkunen (前九年合戦) estourou ele lutou ao lado dos Abe contra as forças imperiais lideradas pelo governador da Província de Mutsu, Minamoto no Yoriyoshi . Por esse fato, foi rotulado como traidor e após os Abe serem derrotados em 1062, Tsunekiyo foi decapitado com uma espada sem corte pelo próprio Yoriyoshi .